# Đảo Tây Redonda
Đảo Tây Redonda là một hòn đảo thuộc tỉnh bang British Columbia, Canada. Đảo là một phần của quần đảo Discovery, nằm giữa đảo Vancouver và bờ biển thuộc đất liền Canada, tọa lạc trong khoảng nước giữa hai eo biển Georgia và eo biển Johnstone.
Đảo Tây Redonda nằm ở phía tây của đảo Đông Redonda, tây bắc của đảo Cortes, phía đông nam của đảo Raza, và phía nam của phần đất liền giữa vịnh Toba và vịnh Bute.
Đảo Tây Redonda tách biệt với Đông Redonda qua Waddington Channel, tách khỏi đảo Cortes thông qua Lewis Channel, tách khỏi đảo Raza thông qua Deer Passage và tách biệt khỏi đất liền qua Pryce Channel, eo biển Desolation nằm ngay phía nam đảo Tây Redonda. 

## Liên kết
- Roscie Bay Provincial Marine Park, BC Parks
- West Redonda Island[liên kết hỏng], BCGNIS
- Base Map Online Store Lưu trữ ngày 9 tháng 5 năm 2008 tại Wayback Machine, TRIM 1:20,000 Digital Base Maps, British Columbia Integrated Land Management Bureau, Base Mapping and Geomatic Services